# سفينة المحبة
سفينة المحبة مسلسل رسوم متحركة إسباني يتكون من موسمين و 26 حلقة عرض لأول مرة بين عامي 1988-1989 وتمت دبلجة المسلسل للغة العربية .

## روابط خارجية
- سفينة المحبة على موقع IMDb (الإنجليزية)
- سفينة المحبة على موقع فيلمافينيتي (الإسبانية)
- سفينة المحبة على موقع كينوبويسك (الروسية)

- TVWhirl entry
- IMDB entry